# 秦国栋
秦国栋（1921年5月—2015年10月14日），男，山西原平人，中华人民共和国医生、政治人物，曾任山西省政协副主席，民进山西省委主委。